# Katarina Leyman
Katarina Leyman, född 22 januari 1963, är en svensk tonsättare. Hon kommer från Orust men är nu bosatt i Stockholm.
Katarina Leyman har en mastersexamen i komposition från New England Conservatory of Music i Boston (1993–95). Hon har också en pedagogisk utbildning i musikteori vid Kungliga Musikhögskolan i Stockholm (2000–02) och studerade 2002–05 komposition för Pär Lindgren vid Kungliga Musikhögskolan.
Hon komponerar huvudsakligen instrumentalmusik (orkester-, kör- och kammarmusik) men har även skrivit några elektroakustiska verk. Hon är sedan 2007 medlem i Föreningen svenska tonsättare och hon var Norrlandsoperans symfoniorkesters hustonsättare 2012–15.

## Verk

### Orkestermusik
- Dyningar för liten orkester (2000)
- Skulptörens öga för kammarorkester (sinfonietta) (2005)
  - Version 3 med en något annorlunda instrumentering och orkestrering (2011)
- Streams för stor symfoniorkester (2006)
- Solar Flares för stor symfoniorkester (2010)
  - Reviderad för mindre symfoniorkester (2014)
- Transient Skies för symfoniorkester (2012)
  - I. ”King of Clouds”
  - II. ”Mackerel Skies and Sundogs”
  - III. ”Morning Glory”
  - IV. ”Shapeshifters”
- Roller Coaster, Super 8 för symfoniorkester (2013)
- Verdure, konsert för klarinett och symfoniorkester eller tape (2014)
  - I. ”Metamorphoses”
  - II. ”Serenity”
  - III. ”High Spirits”
- Konsert för orkester (2015)

### Kammarmusik
- Pianotrio (1993)
- Sonata för fagott och piano (1993)
  - I. Andante
  - II. Allegro
  - III. Moderato – Allegro – Moderato
- Två små födelsedagsstycken för 2 violiner (1994)
  1. ”Ingeborgs födelsedagsvals”
  2. ”Fred”

  - Version för 2 altsaxofoner (1995)
- Vattenlekar för flöjt och piano (1994)
- Solgatt för flöjt och piano (1995)
- Möten för stråkkvartett (1998)
- Roll för slagverkstrio (2003)
- Fanfar för blåsensemble (2006)
- Fanfar för Harald och Lydia för 2 trumpeter (2007)
- Brasilian Garden för bassettklarinett och piano (2007)
  - I. ”Dawn”
  - II. ”Macacos” (small monkeys)
  - III. ”Lizards and Snakes”
- Färger för blåskvintett (2008)
  - I. Blått
  - II. Rött
  - III. Gult
- Shapes, Repeated Pattern and Playful lines för 2 gitarrer (2008)
- Dreamscapes för kammarensemble om 13 musiker (2009)
- Vattenklanger I för sopran, klarinett och piano (2010)
- Swarmsför 7 instrument (2011)
- Abandoned Places för kammarensemble om 10 musiker (2013)
- Friction, stråkkvartett nr 2 (2013)
- Fata Morgana för brasskvintett (2014)
- A Weave of Threads för pianotrio (2014)
- I skymningen för flöjt, viola, harpa och kontrabas (2015)

### Verk för soloinstrument
- Intrigen I för piano (1994)
  - I. ”Monolog”
  - II. ”Dialog”
  - III. ”Meditation”
- Stämningar I & II för piano (1994)
- Litet stycke för fiol (1997)
- Gratulation för piano (1997)
- Fanfar till Wilma för saxofon (2002)
- Intrigen II för gitarr (2004)
  1. ”Monolog”
  2. ”Dialog”
  3. ”Kontrovers”
  4. ”Betraktelse”
- Uppvaktning för flöjt (2005)
- Intrigen III för flöjt (2006)
- Tre faser för klarinett (2006)
- Tre faser för bassettklarinett (2007)
- Silhuetter för violin (2009)
- Embroideries, 5 stycken för piano (2015)

### Vokalmusik
- Barnet och månen för mezzosopran och piano till text av Marit Leyman (1994)
- Hammarslag i synnerven för sopran och piano text av Nina Södergren (1996)
- Nu gömmer snön för sopran och piano till text av Harry Martinson (1997)
- Barfrost för sopran och piano till text av Karin Boye (1998)
- Ur dimman för blandad kör till text av Nina Södergren (2002)
- Jag lyssnar till vinden för baryton och gitarr till text av Pär Lagerkvist (2004)
- Förgät ej mig för baryton och gitarr till text av Erik Gustaf Geijer (2005)
- Crepúsculo för sopran och piano till text av Alfonsina Storni (2015)

### Verk för instrument och recitatör
- Origen för piano och recitatör till text av Marilyn Oyarzún (1999)
  - I. ”Origen”
  - II. ”El Pescador”
  - III. ”Suva”
- Förstoringar för gitarr och recitatör till text av Walter Benjamin (2007)
  - I. ”Läsande barn”
  - II. ”Barn som kommit för sent”
  - III. ”Snasksuget barn”
  - IV. ”Barn i karusellen”

### Elektroakustisk musik
- The Great Whale (2002)
- Reminiscens: "... och allt som finns kvar är ekon" (2004)

### Filmmusik
- Se mig, musik till en kortfilm för barn av Bodil Pettersson (2000)

### Jazz
- 24, Haviland Street (1989)
- Back on Track för storband (2001)